# الصالونات الأدبية السعودية
الصالونات الأدبية السعودية، هي امتداد لما كان يعرف بالمجالس الأدبية والمنتديات الثقافية القائمة على مجهودات فردية، وانتشرت الصالونات الأدبية في السعودية لعوامل عدة اتصلت بالنهضة الاقتصادية والتعليمية وغيرهما.

## الجذور التاريخية للصالونات الأدبية
ظهرت فكرة الصالونات الادبية منذ القدم وإن اختلفت التسمية؛ إذ تميل الطبيعة البشرية إلى الاجتماع والمؤانسة، فكان إقبال الناس على محاورات سقراط في أزقة أثينا، وكذلك الحال في محاورات أفلاطون وكانت ردود فعل الناس بين المعجب المستمع والمعارض والمحاور. وعرفت ذلك مساجد العواصم الإسلامية الزاخرة بالمذاهب والاجتهادات والأفكار، إلى جانب المجالس الخاصة، وقد سجل ما دار في أحدها أبو حيان التوحيدي في كتابه (الإمتاع والمؤانسة)، وفي العصر الحديث كان من أشهر الصالونات الأدبية على مستوى الوطن العربي منتدى مي زيادة وندوة العقاد. أما في البلاد الأوروبية، فقد كان انتشار الصالونات الأدبية من أبرز مظاهرالحياة الاجتماعية خلال القرنين السابع عشر والثامن عشر الميلاديين. وكان فريدريك الأكبر قيصر بروسيا حين ذاك من البارزين في اصطفاء أبرز أعلام الفكر والأدب في عصره ومنهم فولتير الذي لازم القيصر وجالسه وحظي بمنزلة عالية من التقدير.

## الصالونات الأدبية السعودية
قامت على مجهودات شخصية لأفراد امتلكوا قسطًا وافرًا من التعليم ونصيبًا من المعرفة والثقافة سخروها في إقامة الصالونات، فضلاً عن رعايتها ماديًا ومعنويًا في سبيل إشاعة الثقافة والمعرفة والالتقاء بأقرانهم في الاهتمام ذاته. 
وعند تتبع ظهور الصالونات الأدبية يتضح أنها ازدهرت منذ بدايات الدولة السعودية الثالثة، وأنها تواصلت بين مد وجزر فيما يعرف بالمراكيز أو القهاوي«المقاهي»، والتي كانت إجمالاً تعنى بالأدب الشعبي والعربي على حد سواء، ومن أشهرها مركاز أحمد السباعي ويقضي فيه فترة الضحى مع بعض الأدباء والشعراء، كما ظهر إلى جانب المركاز أو القهوة المجالس الأدبية التي كانت تعقد في دور أصحابها ليس في مكة المكرمة وحسب بل في المدينة المنورة و جدة والطائف والرياض  وغيرها من مدن السعودية كنتيجة طبيعية لتنقلات روادها.
كان لبعض السعوديين من الأدباء المقيمين في مصر شاركات أدبية بارزة من خلال عقد المجالس والندوات الأدبية من أشهرها ندوتا الأستاذ عبد الله عبد الجبار، والأستاذ إبراهيم فوده.
كما شهدت بعض سفارات السعودية في بعض الدول نشاطات أدبية منها ما قام تحت رعاية الدكتور غازي القصيبي عندما كان سفيرًا في لندن.   
أهم ما يميز الصالونات الأدبية السعودية التنوع، فهناك منتديات ذات طابع أكاديمي من حيث الطرح والحضور والنقاش، وهناك صالونات تهتم بالاحتفاء بالناجحين وتكريمهم ولها حضور إعلامي محلي مميز.
تسهم الصالونات الأدبية في خدمة الحركة الثقافية السعودية، وتعزز العلاقات بين الشباب والشيوخ عبر اللقاءات بينهم والتفاعلات الثقافية، كما أنها تسلط الضوء إعلاميًا على من يطل من خلالها على شريحة الحاضرين والمتفاعلين في الصالونات عندما يُكتب عنها في الصحف والمجلات.

## أهداف الصالونات الأدبية السعودية
- تقديم المعرفة في مجالات مختلفة من العلوم والآداب والاجتماع والسياسة والاقتصاد.
- فتح المجال للشباب البارز في فروع المعرفة لتبادل المزيد منها إلى جانب اكتساب الخبرات والمعارف الجديدة
- تقريب وجهات النظر وتدريب النفس على حسن الاستماع للآخرين.
- تكريم المبدعين داخل السعودية وخارجها من العلماء والمفكرين والشعراء والأدباء وغيرهم، ونشر بعض إصداراتهم
- التعريف بأعلام العلم والثقافة والفكر في السعوديين وتوضيح إسهامهم في نهضة البلاد.
- تسليط الضوء على النهضة السعودية علميًا وفكريًا وثقافيًا وحضاريًا
- تدعيم العلاقة بين المثقفين والشباب من خلال اللقاءات في الصالونات.
- تعزيز ثقافة الحوار في التقارب الفكري بين الأجيال.
- استعراض القضايا الاجتماعية المعاصرة في محاولة لإيجاد حلول لها.
- التأكيد على تأصيل الثقافة السعودية المستمدة من كتاب الله وسنة نبيه.
- الحضور والمشاركة الفاعلة في المناسبات الوطنية.[4]

## أشهر الصالونات الأدبية السعودية
- اثنينية الشيخ عبد المقصود خوجة.
- اثنينية أبو ملحة الثقافية أبها.
- منتدى سليمان الأفنس الشراري الأدبي بطبرجل.
- أحدية الأستاذ محمد بن عبد الله البابطين بالرياض.
- منتدى الشيخ محمد بن صالح باشراحيل بمكة المكرمة.
- ثلاثية عمر بامحسون الرياض.
- اثنينية تنومة الثقافية.
- خميسية الشيخ حمد الجاسر الثقافية بالرياض.
- ثلوثية فايز الحربي.
- منتدى محمد كامل الخجا بالمدينة المنورة.
- منتدى الدكتور نايف الدعيس في المدينة المنورة.
- أحدية الدكتور سليمان الرحيلي.
- ندوة محمد الجبر آل رشيد.
- منتدى الدكتور عبد العزيز بن أحمد سرحان.
- ملتقى السيف بحائل.
- منتدى جعفر محمد الشايب.
- منتدى الأستاذ معتوق شلبي بالرياض.
- اثنينية الشيخ عثمان الصالح الثقافية بالرياض.
- ثلوثية الأستاذ محمد سعيد طيب بجدة.
- أحدية الشيخ أبي عبد الرحمن ابن عقيل الظاهري بالرياض.
- ندوة الدكتور أنور عشقي بجدة.
- اثنينية العفالق الثقافية بالأحساء.
- أربعائية الفريح بحائل.
- سبتية موسى القرني بالمدينة المنورة.
- ديوانية الدكتور جميل اللويحق الشهرية بالطائف.
- منتدى عبد الله بن عبد المحسن الماضي.
- أحدية المبارك الثقافية بالأحساء.
- أحدية الدكتور راشد المبارك بالرياض.
- ندوة المحمدية بالرياض.
- منتدى الدكتور نبيل المحيش الثقافي.
- ندوة سعود المريبض بالرياض.
- ثلوثية المشوح بالرياض.
- ثلوثة المغلوث بالمبرز.
- ندوة النخيل بالرياض.
- أحدية الدكتور عبدالله بن عمر نصيف.
- اثنينية النعيم الثقافية بالأحساء
- خميسية الوفاء الثقافية بالرياض.[5]
- صالون ضاد الثقافي (إفتراضي و حضوري).

## وصلات خارجية
- المنتديات والصالونات الأدبية
- «الصالون الثقافي».. حراك بلا ضوابط